# سیارک ۱۲۴۰۶
سیارک ۱۲۴۰۶ (به انگلیسی: 12406 Zvikov، نامگذاری:1995SZ1) دوازده هزار و چهارصد و ششمین سیارک کشف شده‌است که در ۲۵ سپتامبر ۱۹۹۵ کشف شد.
قدر مطلق سیارک برابر ۱۴.۱ است.